# Buenavista, Agusan del Norte
Buenavista là đô thị hạng 2 ở tỉnh Agusan del Norte, Philippines. Theo điều tra dân số năm 2015, đô thị này có dân số 61.614 người trong.

## Các khu phố (barangay)
Buenavista được chia thành 26 khu phố (barangay).
| - Abilan - Agong-ong - Alubijid - Guinabsan - Macalang - Malapong - Malpoc - Manapa - Matabao - Poblacion 1 - Poblacion 2 - Poblacion 3 - Poblacion 4 | - Poblacion 5 - Poblacion 6 - Poblacion 7 - Poblacion 8 - Poblacion 9 - Poblacion 10 - Rizal - Sacol - Sangay - Talo-ao - Lower Olave - Upper Olave - Simbalan |